# Planeta Sketch
Planeta Sketch (ang. Planet Sketch, 2005–2008) – kanadyjski serial animowany stworzony przez brytyjską wytwórnię filmów animowanych Aardman Studios.

## Bohaterowie
- Ninja złota rączka – karykatura ninji. Zawsze pomaga pewnej rodzinie. W pierwszej serii jego pomoc zawsze kończy się sukcesem, natomiast w drugiej serii najczęściej nic z tego nie wychodzi lub, rzadziej, tylko pogarsza sytuację.
- Doktor Inosaur – smok pracujący jako lekarz, który wciąż próbuje zjeść swoich pacjentów. W drugiej serii pracuje w szpitalu, gdzie w końcu udaje mu się zjeść nie tylko pacjentów, ale także innych lekarzy. Jego pacjenci i niektórzy lekarze noszą nazwiska od dań np. pani Lazania, pan Groszek, dr Szynka itd.
- Dinozaury – wyginęły z różnych powodów np. zjedzenie przez kosmitę, zdeptanie, spadnięcie ze skarpy itp.
- Horacy i ciocia Hortensja – kucyki „ze sfer”, które wciąż szukają pracy. Nie mogą jej jednak znaleźć przez „wpadki” Horacego.
- Mike Today i Sally Pan – prezenterzy „Planet Sketch News” zajmujący się głównie obrzucaniem błotem przedstawicieli płci przeciwnej. W pierwszej serii zawsze na końcu byli dla siebie bardzo mili.
- Mellvile – szczupły, różowy kot, który zawodowo tańczy we wszystkich możliwych rodzajach. Nosi ciemne okulary. Występuje zawsze pod koniec serialu. W drugiej serii jest otyły i występuje solo (bez June Spune).
- Klusek – utuczony pudel, który myśli tylko o dobrym jedzeniu, którego jego właściciele mu nie dają. By to zmienić i uniknąć przykrych obowiązków, używa hipnozy. Występuje tylko w drugiej serii.
- Kapitan i Jake – kosmonauci, którzy zawsze mają jakiś problem. Posiadają statek kosmiczny i bardzo krnąbrny Komputer, który ma 3000000000 gigabajtów pamięci, a myśli jakby miał(a?) własny mózg. Nie posiada upgrade'u. Występują tylko w drugiej serii.
- Uliczni Raperzy – wymyślają śpiewane rapy pod koniec których okazuje się, że tylko udają raperów, by nie narobić sobie obciachu.
- Olivia – gdy dłubie w nosie to musi to robić do czasu, aż wyciągnie jakąś rzecz np. szczoteczkę do zębów czy bumerang.
- Wojowniki Japońskie (Mac – różowy, Roby – żółty, Billy – zielony) – trzy ryby opowiadające jakie są odważne, mocne i twarde, ale gdy tylko coś się dzieje uciekają. Cały czas gadają.
- Chusteczkowa wiewiórka – urzekająca, słodka chusteczkowa wiewiórka, której przygody zawsze kończą się katastrofą.
- Kapitan Cienki Gość – za cel postawił sobie zniszczenie wszelkiej radości. Gdy tylko zobaczy szczęśliwego człowieka, zaczyna opowiadać swoje żenujące żarciki, często powodując u swych ofiar łzy. Sam jest wielkim smutasem. Pojawia się tylko w pierwszej serii.
- Zwariowany ojciec naukowiec – obowiązki dnia codziennego zmienia w zwariowane eksperymenty, przynosząc swojemu synowi Kirkowi same zmartwienia. Występuje tylko w pierwszej serii.
- Dowcipas – recytuje różne limeryki kończące się drobnymi przekleństwami. Zawsze jednak coś mu przeszkodzi zanim wypowie do końca ostatnie słowo. Występuje tylko w pierwszej serii.
- Timbo i Pan Hives – Timbo to chłopiec, który wyrósł już z pluszowych zabawek. Ale maskotka Pan Hives nie przyjmuje tego do wiadomości. Ukrywa się w różnych miejscach i wyskakuje z okrzykiem „Przytul, przytul!”. Występuje tylko w pierwszej serii.
- June Spune – June to dziewczynka grająca na różnych częściach swojego ciała. Towarzyszy jej tańczący kot Melville. June występuje tylko w pierwszej serii. Melville pozostał.
- Gnomy – trzy ogrodowe krasnale. Wyśmiewają się z przechodniów (zazwyczaj z pewnej babci) i robią do nich głupie miny. Pojawiają się tylko w pierwszej serii.

## Wersja polska
Opracowanie: na zlecenie Jetix IZ-Text

Dźwięk i montaż:
- Iwo Dowsilas,
- Robert Szczukiewicz,
- Grzegorz Grocholski

Reżyseria: Maciej Szklarz

Tekst polski:
- Anna Hajduk,
- Maciej Wysocki

W polskiej wersji wystąpili:
- Grażyna Czajkowska
- Anna Walkowiak
- Katarzyna Tlałka
- Lucyna Sypniewska
- Majka Suprun
- Mirosław Neinert – 
  - Doktor Inozaur,
  - Tato Szalony Naukowiec,
  - Kapitan Cienki Gość
- Ziemowit Pędziwiatr
- Maciej Walentek
- Ireneusz Załóg – 
  - Horacy,
  - Ninja Złota Rączka
- Magdalena Korczyńska – Uliczny Raper 'Gruby'
- Anita Sajnóg
- Andrzej Rozmus
- Dariusz Stach
- Artur Święs

i inni

## Spis odcinków
Seria pierwsza
- 1. Toothbrush
- 2. Remote
- 3. Cupcake
- 4. Hamster
- 5. Magic
- 6. Broomstick
- 7. Earphones
- 8. Tune
- 9. Phone
- 10. Sandwich
- 11. Mousetrap
- 12. Spaghetti
- 13. Baby Bottle

Seria druga
- 14. Pepper
- 15. Garbage
- 16. Dog Lead
- 17. Yoga
- 18. Fridge
- 19. Floor Work
- 20. Mouse
- 21. Samurai Rubbish
- 22. Kitchen Sink
- 23. Light Switch
- 24. Wrinkly Shirt
- 25. Mama Mia
- 26. Pogo Stick
- 27. Tennis
- 28. To Tell The Tooth
- 29. Drums
- 30. Let Them Eat Cake
- 31. Locksmith
- 32. Shoe
- 33. Gerbil
- 34. Lost
- 35. Practicing
- 36. Cowgirl
- 37. Feeding Kitty
- 38. Washing Up
- 39. Hide and Seek